# César-díjak 2006
A 2006. évi César-díjak átadásra február 25-én került sor a párizsi Châtelet Színházban. Az ünnepségen Carole Bouquet filmszínésznő elnökölt, a házigazda pedig Valérie Lemercier színész-rendezőnő volt.  Az eseményt több alkalommal zavarták meg a munkanélküli segélyezés reformja ellen tüntető filmszakmabeliek, akikkel szolidaritást vállaltak maguk a díjazottak is. Az est nagy nyertese Jacques Audiard rendező Halálos szívdobbanás című filmje, mely 10 jelölésből 8 elismerést kapott meg, közöttük a két legnagyobbat, a legjobb filmét és a legjobb rendezőjét.
2006-ban nem adtak át többé díjat az Európai Unió legjobb filmjének, s ugyancsak ebben az évben kettéosztották a legjobb eredeti vagy adaptált forgatókönyv díjat a legjobb eredeti forgatókönyv és a legjobb adaptáció kategóriákra.  Megváltoztatták a legjobb fikciós elsőfilm nevét legjobb elsőfilmre.

## Díjazottak és jelöltek
| Díjak                            | Díjazottak és jelöltek |
| -------------------------------- | --- |

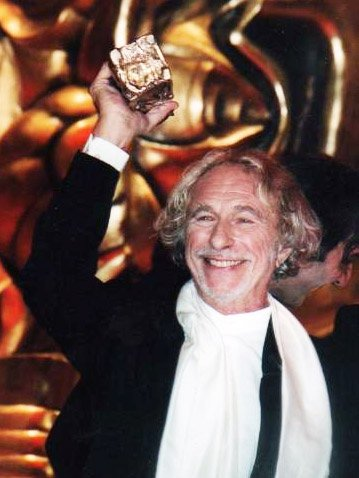
Pierre Richard a Tiszteletbeli César átvétele után

| Legjobb film                     | - Halálos szívdobbanás (De battre mon cœur s’est arrêté), rendezte: Jacques Audiard - A gyermek (L’enfant), rendezte: Jean-Pierre ést Luc Dardenne - Fegyverszünet karácsonyra (Joyeux Noël), rendezte: Christian Carion - A kis hadnagy (Le petit lieutenant), rendezte: Xavier Beauvois - Élj és boldogulj! (Va, vis et deviens), rendezte: Radu Mihaileanu |
| Legjobb rendező                  | - Jacques Audiard – Halálos szívdobbanás (De battre mon cœur s’est arrêté) - Xavier Beauvois – A kis hadnagy (Le petit lieutenant) - Jean-Pierre és Luc Dardenne – A gyermek (L’enfant) - Michael Haneke – Rejtély (Caché) - Radu Mihaileanu – Élj és boldogulj! (Va, vis et deviens)                                                                         |
| Legjobb színésznő                | - Nathalie Baye – A kis hadnagy (Le petit lieutenant) - Isabelle Carré – Biztos kezekben (Entre ses mains) - Anne Consigny – Tétova tangó (Je ne suis pas là pour être aimé) - Isabelle Huppert – Gabrielle - Valérie Lemercier – Királyi kalamajka (Palais Royal !)                                                                                          |
| Legjobb színész                  | - Michel Bouquet – A Mars-mezei sétáló (Le promeneur du Champ-de-Mars) - Patrick Chesnais – Tétova tangó (Je ne suis pas là pour être aimé) - Romain Duris – Halálos szívdobbanás (De battre mon cœur s’est arrêté) - José Garcia – A fejsze (Le couperet) - Benoît Poelvoorde – Biztos kezekben (Entre ses mains)                                            |
| Legjobb mellékszereplő színésznő | - Cécile de France – Még mindig lakótársat keresünk (Les poupées russes)) - Catherine Deneuve – Királyi kalamajka (Palais Royal !) - Noémie Lvovsky – Backstage - Charlotte Rampling – Lemming - Kelly Reilly – Még mindig lakótársat keresünk (Les poupées russes)                                                                                           |
| Legjobb mellékszereplő színész   | - Niels Arestrup – Halálos szívdobbanás (De battre mon cœur s’est arrêté) - Maurice Bénichou – Rejtély (Caché) - Dany Boon – A gyermek (L’enfant) - Georges Wilson – Tétova tangó (Je ne suis pas là pour être aimé) - Roschdy Zem – A kis hadnagy (Le petit lieutenant)                                                                                      |
| Legígéretesebb fiatal színésznő  | - Linh-Dan Pham – Halálos szívdobbanás (De battre mon cœur s’est arrêté) - Mélanie Doutey – Soha ne mondd, hogy soha (Il ne faut jurer... de rien!) - Déborah François – A gyermek (L’enfant) - Marina Hands – Fakó lelkek (Les âmes grises) - Fanny Valette – Kis Jeruzsálem (La Petite Jérusalem)                                                           |
| Legígéretesebb fiatal színész    | - Louis Garrel – Szabályos szeretők (Les amants réguliers) - Walid Afkir – Rejtély (Caché). - Adrien Jolivet – Zim and Co. - Gilles Lellouche – Szerelem száll a szélben (Ma vie en l'air) - Aymen Saïdi – Zarándokút (Saint-Jacques... La Mecque) |
| Legjobb operatőr                 | - Stéphane Fontaine – Halálos szívdobbanás (De battre mon cœur s’est arrêté) - Éric Gautier – Gabrielle - William Lubtchansky – Szabályos szeretők (Les amants réguliers) |
| Legjobb vágás                    | - Juliette Welfling – Halálos szívdobbanás (De battre mon cœur s’est arrêté) - Sabine Emiliani – Pingvinek vándorlása (La marche de l’empereur) - Francine Sandberg – Még mindig lakótársat keresünk (Les poupées russes) |
| Legjobb eredeti forgatókönyv     | - Radu Mihaileanu és Alain-Michel Blanc – Élj és boldogulj! (Va, vis et deviens) - Xavier Beauvois – Biztos kezekben (Entre ses mains) - Christian Carion – A gyermek (L’enfant) - Jean-Pierre Dardenne – A gyermek (L’enfant) - Michael Haneke – Rejtély (Caché)                                                                                             |
| Legjobb adaptáció                | - Jacques Audiard és Tonino Benacquista – Halálos szívdobbanás (De battre mon cœur s’est arrêté) - Gilles Taurand – A Mars-mezei sétáló (Le promeneur du Champ-de-Mars) - Costa-Gavraset Jean-Claude Grumberg – A fejsze (Le couperet) - Anne Fontaine – Biztos kezekben (Entre ses mains) - Patrice Chéreau – Gabrielle                                      |
| Legjobb filmzene                 | - Alexandre Desplat – Halálos szívdobbanás (De battre mon cœur s’est arrêté) - Armand Amar – Élj és boldogulj! (Va, vis et deviens) - Philippe Rombi – A gyermek (L’enfant) - Émilie Simon – Pingvinek vándorlása (La marche de l’empereur) |
| Legjobb hang                     | - Gérard Lamps és Laurent Quaglio – Pingvinek vándorlása (La marche de l’empereur) - Philippe Amouroux, Cyril Holtz, Brigitte Taillandier, Pascal Villard – Halálos szívdobbanás (De battre mon cœur s’est arrêté) - Olivier Dô Hùu, Benoît Hillebrant, Guillaume Sciama – Gabrielle                                                                          |
| Legjobb díszlet                  | - Olivier Radot – Gabrielle - Loula Morin – Fakó lelkek (Les âmes grises) - Jean-Michel Simonet – Fegyverszünet karácsonyra (Joyeux Noël) |
| Legjobb jelmez                   | - Caroline de Vivaise – Gabrielle - Pascaline Chavanne – Fakó lelkek (Les âmes grises) - Alison Forbes-Meyler – Fegyverszünet karácsonyra (Joyeux Noël) |
| Legjobb elsőfilm                 | - Darwin rémálma (Le cauchemar de Darwin), rendezte: Hubert Sauper - Anthony Zimmer – Jérôme Salle - Hidegzuhany (Douches froides) – Antony Cordier - Pingvinek vándorlása (La marche de l’empereur) – Luc Jacquet - Kis Jeruzsálem (La Petite Jérusalem) – Karin Albou                                                                                       |
| Legjobb rövidfilm                | - After Shave, rendezte: Hany Tamba - La peur, petit chasseur, rendezte: Laurent Achard - Obras, rendezte: Hendrick Dusollier - Sous le bleu, rendezte: David Oelhoffen |
| Legjobb külföldi film            | - Millió dolláros bébi (Million Dollar Baby), rendezte: Clint Eastwood ( USA) - Erőszakos múlt (A History of Violence), rendezte: David Cronenberg ( USA, GER) - A belső tenger (Mar adentro), rendezte: Alejandro Amenábar ( ESP, FRA, ITA) - Match Point, rendezte: Woody Allen ( GBR, LUX) - A vízenjáró (Walk on Water), rendezte: Eytan Fox ( ISR, SWE)  |
| Tiszteletbeli César              | - Hugh Grant - Pierre Richard |

## Többszörös jelölések és elismerések
A statisztikában a különdíjak nem lettek figyelembe véve.
| Jelölés | Díj | Magyar cím                | Eredeti cím                      |
| ------- | --- | ------------------------- | -------------------------------- |
| 10      | 8   | Halálos szívdobbanás      | De battre mon cœur s’est arrêté  |
| 7       | 0   | A gyermek                 | L’enfant                         |
| 6       | 2   | –––                       | Gabrielle                        |
| 4       | 1   | A kis hadnagy             | Le petit lieutenant              |
| 4       | 1   | Biztos kezekben           | Entre ses mains                  |
| 4       | 1   | Élj és boldogulj!         | Va, vis et deviens               |
| 4       | 1   | Pingvinek vándorlása      | La marche de l’empereur          |
| 4       | 0   | Rejtély                   | Caché                            |
| 3       | 0   | Fakó lelkek               | Les âmes grises                  |
| 3       | 0   | Fegyverszünet karácsonyra | Joyeux Noël                      |
| 3       | 0   | Tétova tangó              | Je ne suis pas là pour être aimé |
| 2       | 1   | A Mars-mezei sétáló       | Le promeneur du Champ-de-Mars    |
| 2       | 1   | Szabályos szeretők        | Les amants réguliers             |
| 2       | 0   | A fejsze                  | Le couperet                      |
| 2       | 0   | Kis Jeruzsálem            | La Petite Jérusalem              |